# As You Drown
As You Drown ist eine schwedische Deathcore-Band aus Borås. Die Gruppe besteht aus Henrik Blomqvist (Gesang), Simon Exner (Gitarre), Mikael Akerstrom (Gitarre), Robert Karlsson (Bass) und Martin Latvala (Schlagzeug). As You Drown stehen bei Metal Blade Records unter Vertrag und veröffentlichten 2009 mit Reflection ihr Debütalbum.

## Geschichte
Die Gruppe wurde 2001 gegründet, sie heißt seit 2003 As You Drown. Innerhalb von zwei Jahren änderte sich der Bandname zweimal. Gegründet wurde die Band unter dem Namen Eternal Chaos. Bevor die Gruppe den heutigen Namen erhielt, hieß man Etheral. Die Band war ursprünglich eine klassische schwedische Death-Metal-Band, seit der Namensänderung zu As You Drown erhielt der Musikstil ein Hauch an Metalcore-Elementen.
Ehemalige Musiker sind Alexander Persson (Bass), Christopher Ranåsen (Gesang) und Totte (Gesang).
Anfang des Jahres 2010 war man gemeinsam mit der polnischen Metalband Vader und der britischen Formation Divine Chaos eine Tour durch Großbritannien, Deutschland, den Niederlanden, Belgien und Frankreich.

## Diskografie

### Demos
- 2002: Soul Cage (unter dem Namen Eternal Chaos veröffentlicht)
- 2004: Diseased Existence (unter dem Namen Etheral veröffentlicht)
- 2005: Vol. 2: Another failure (unter dem Namen Etheral veröffentlicht)
- 2007: Demo ’07 (unter dem Namen Etheral veröffentlicht)

### Alben
- 2009: Reflection (Metal Blade Records)
- 2011: Rat King (Metal Blade Records)